# Werner Noell
Werner Noell (* 28. September 1906 in Koschmin; † 7. April 1987 in Kassel) war ein deutscher Bauinspektor und in der Nachkriegszeit Stadtbaurat und Leiter des Hochbauamtes in Kassel. Während des Nationalsozialismus war er Obersturmbannführer der Waffen-SS und Angehöriger des Wirtschafts- und Verwaltungshauptamtes (WVHA) der SS (SS-Nr. 463095). Von Mai 1943 bis 1944 war er einer der Leiter der WVHA. Sein Mitwirken im NS-Staat ist bisher kaum erforscht. Nach 1945 begleitete er als Stadtbaurat viele Schulneubauten in der vom Krieg zerstörten Stadt.

## Leben
Noell besuchte die Schule in Gumbinnen und Düsseldorf, im März 1925 legte er am Humanistischen Gymnasium Düsseldorf-Oberkassel sein Abitur ab.
Bekannt ist, dass Noell Teil der WVHA war und innerhalb des Amtes C V (Bauwesen) die Funktion des Chefs der Zentralen Bauinspektion übernahm. Das Amt C der WVHA war verantwortlich für den Bau von Konzentrationslagern, einschließlich der Gaskammern und Krematorien. Sein direkter Vorgesetzter in diesem Amt war Hans Kammler.
Noell baute in der Nachkriegszeit zahlreiche Schulgebäude und andere Gebäude des öffentlichen Lebens in Kassel nach dem Zweiten Weltkrieg. Er war als Stadtbaurat und Leiter des Hochbauamtes tätig.

### Liste von Gebäuden in Kassel
- Jacob-Grimm-Schule
- Hupfeldschule
- Amos-Comenius-Schule
- Wilhelmsgymnasium[5]
- ehemaliges Polizeiverwaltungsgebäude am Altmarkt[6]
- Zisselbrunnen[7]
- Trafohaus Lutherplatz[8]
- U-Bahnhof Hauptbahnhof[8]